# Carpio (Valladolid)
Carpio ist ein Ort und eine spanische Gemeinde mit 938 Einwohnern (Stand: 2024) im Süden der Provinz Valladolid der Region Kastilien-León.

## Lage
Carpio liegt in der Iberischen Meseta ca. 65 km (Fahrtstrecke) südwestlich von Valladolid in einer Höhe von ca. 760 m. Das Klima im Winter ist kalt, aber nur selten frostig, im Sommer dagegen warm bis heiß; der spärliche Regen (ca. 452 mm/Jahr) fällt verteilt übers ganze Jahr.

## Bevölkerungsentwicklung
| Jahr      | 1970 | 1981 | 1991 | 2001 | 2011 | 2021 |
| Einwohner | 1521 | 1340 | 1315 | 1181 | 1103 | 965  |

Der kontinuierliche Bevölkerungsrückgang in der zweiten Hälfte des 20. Jahrhunderts ist im Wesentlichen auf die Mechanisierung der Landwirtschaft und den damit einhergehenden Verlust an Arbeitsplätzen zurückzuführen.

## Sehenswürdigkeiten

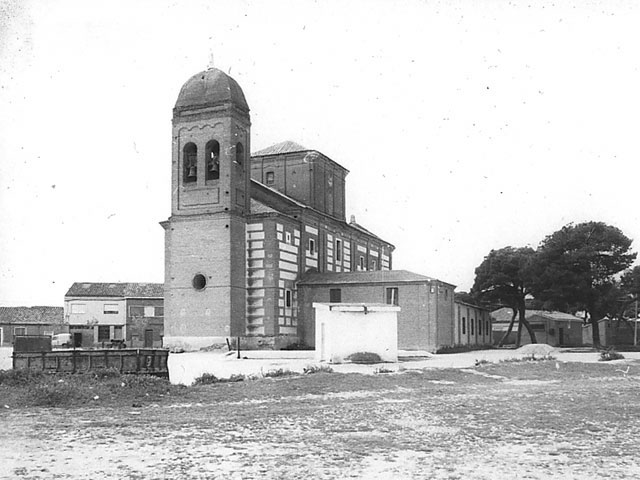
Jakobuskirche

- Jakobuskirche